# Абдулах ибн ел Зубајр
`Абд Алах ел Зубајр или ибн Зубајр ((језик: арапски) ‘Абдалāх ибн аз Зубајр;
624 - 692) био је арапски асхаби и самозвани исламски калиф у другој половини 7. века.
Отац му је био Зубајр ибн ел Авам, а мајка Асма бинт Аби Бакр, кћера првог калифа Ебу Бекра. Био је нећак Ајше, треће супруге пророка Мухамеда.
Припадао је племену Бани Асад. Као младић је учествово у арапским походима против Византије и Сасанидске Персије. Године 647. је у северној Африци (данашњи Тунис) крај места Сафетуло поразио и убио тамошњег византијског господара Грегора Патриција.
Ибн ел Зубејр се под владавином калифа Муавије I није мешао у политку, али зато није хтео да призна његовог наследника Језида I. Тада је Хусеину ибн Алију саветовао да дође у Куфу и да се тако реши свог јединог супарника у Хиџазу.
После смрти Хусеина ибн Алија у бици код Кербале 10. мухарема 61 (10. октобра 680) ел Зубејр се вратио у Хиџаз, где се прогласио "праведним калифом" и почео да учвршћује свој положај. С временом је толико ојачао да је у Куфу послао свог гувернера. Потом је успоставио своју власт у Ираку, јужној Арабији, великом делу Сирије и делу Египта. Ел Зубејру је у томе помагало дубоко незадовољство народа омејадском влашћу.
Језид је покушао а елиминише ел Зубејра нападом над Хиџаз. После крваве битке код ел Харе освојио је Медину и почео да опседа Меку. Поход је прекинула његова изнненадна смрт. У Омејадском калифату је потом настао метеж и прерсатао у свеопшти грађански рат. Исламска држава се распала на две половинр са два различита калифата.
Грађански рат се завршио тако што је Ел Зубејр изгубио Египт и делове Сирије под својом влашћу. Потом су у Ираку избили устанци хариџита па се његова власт свела на подручје Хиџаза.
Ибн ел Зубајр је био коначно поражен када је Абд ел Малик ибн Марван на њега послао војску под Ел Хаџаџ ибн Јусуфом. Ел Хаџаџ је године 692. у бици ел Зубајра убио; одсечена му је глава а остатак трупа прибијен на крст. Омејади су затим успоставили власт над целим исламским светом.